# جریان تراسازی

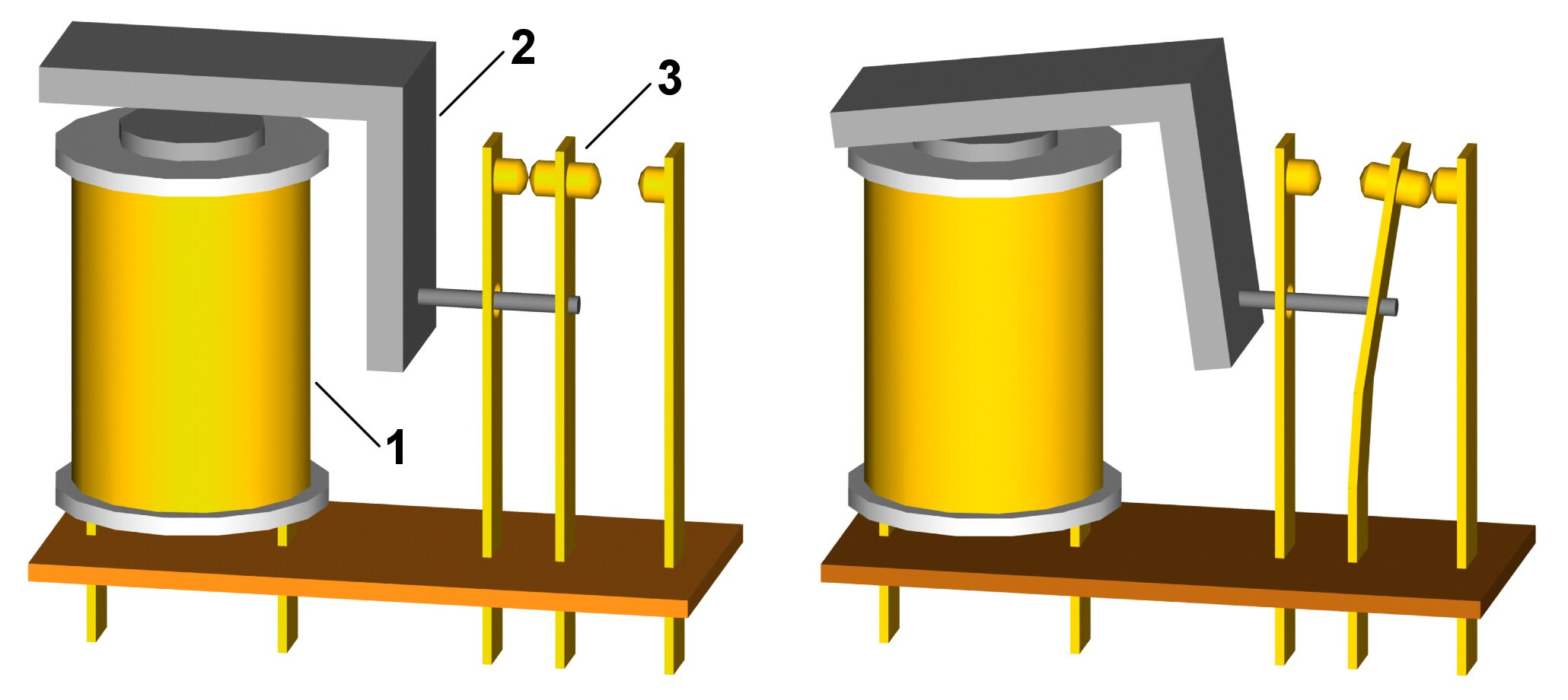
تصویری از جریان تراسازی

در مهندسی برق و الکترونیک، جریان تراسازی (به انگلیسی: Wetting current) حداقل جریان الکتریکی است که برای جاری شدن از یک اتصال‌الکتریکی برای شکستن مقاومت سطحی لایه‌نازک در یک اتصال، نیاز دارد. معمولاً بسیار کمتر از نرخ جریان بیشینه اسمیِ اتصال است.
یک لایه نازک از اکسایش، یا یک لایه غیرفعال‌شده، تمایل دارد در اکثر محیط‌ها، به ویژه در محیط‌هایی با رطوبت بالایی دارند، ایجاد شود و همراه با ناهمواری سطح، به مقاومت تماسی در سطح مشترک کمک می‌کند. فراهم آوردن مقدار کافی جریان تراسازی گامی حیاتی در طراحی سامانه‌هایی است که از کلیدهای ظریف با فشار تماسی کم به‌عنوان ورودی حسگر استفاده می‌کنند. عدم انجام این کار ممکن است منجر به «باز» ماندن کلیدها در هنگام فشار به دلیل اکسایش اتصال شود.

## راه‌حل تخلیه خازنی
در برخی از کاربردهای ولتاژ پایین، جایی که جریان کلید زیر مشخصات جریان تراسازی است، ممکن است از روش تخلیه خازن با قرار دادن یک خازن کوچک روی اتصالات کلید برای بالابردن جریان از طریق سطح اتصال پس از بسته‌شدن کنتاکت استفاده شود.

## تمیزکننده کنتاکت
تمیزکننده کنتاکت را می‌توان روی سطوح اتصال اعمال کرد تا از تشکیل پوسته‌های سطحی مقاومتی و/یا از افزایش پوسته‌های موجود جلوگیری کند.